# Léon Maier
Léon Maier, né le 1er avril 1952 à Ensisheim, est un ancien footballeur français qui jouait au poste d'ailier gauche.

## Biographie
Léon Maier commence sa carrière professionnelle au FC Sochaux en 1970. Il s’impose rapidement en Division 1 avec le club franc-comtois et ses performances lui permettent de postuler aux Bleus puisque, après être passé par les espoirs, il est sélectionné en équipe de France B.
En octobre 1976, il change pour la première fois de club et rejoint le Stade rennais. Il s’installe comme titulaire sur le côté gauche de l’attaque, à un poste où l’avant-centre polonais Jerzy Wilim avait dû jouer pour dépanner en début de saison. Maier joue une vingtaine de matchs et marque quatre buts, mais ne parvient pas à éviter au club rennais une descente en deuxième division. Le club, en proie à des difficultés financières; et devant se séparer de nombreux éléments, renvoie Maier à Sochaux dès 1977. Il y reste deux saisons supplémentaires, puis est transféré à Toulouse en 1979. Le club de Midi-Pyrénées est alors en deuxième division, mais finit par monter dans l’élite trois ans plus tard. Léon Maier joue ainsi sa dernière saison professionnelle en première division, en 1982-1983.

## Statistiques
| Saison                | Club                   | Championnat           | Championnat | Championnat | Coupe(s) nationale(s) | Coupe(s) nationale(s) | Compétition(s) continentale(s) | Compétition(s) continentale(s) | Compétition(s) continentale(s) | Total | Total |
| Saison                | Club                   | Division              | M.          | B.          | M.                    | B.                    | Comp.                          | M.                             | B.                             | M.    | B.    |
| 1970-1971             | FC Sochaux-Montbéliard | Division 1            | 12          | 2           | -                     | -                     | -                              | -                              | -                              | 12    | 2     |
| 1971-1972             | FC Sochaux-Montbéliard | Division 1            | 32          | 3           | -                     | -                     | -                              | -                              | -                              | 32    | 3     |
| 1972-1973             | FC Sochaux-Montbéliard | Division 1            | 25          | 6           | -                     | -                     | C3                             | 1                              | 0                              | 26    | 6     |
| 1973-1974             | FC Sochaux-Montbéliard | Division 1            | 24          | 5           | -                     | -                     | -                              | -                              | -                              | 24    | 5     |
| 1974-1975             | FC Sochaux-Montbéliard | Division 1            | 18          | 0           | -                     | -                     | -                              | -                              | -                              | 18    | 0     |
| 1975-1976             | FC Sochaux-Montbéliard | Division 1            | 27          | 8           | -                     | -                     | -                              | -                              | -                              | 27    | 8     |
| 1976-1977             | FC Sochaux-Montbéliard | Division 1            | 6           | 0           | -                     | -                     | C3                             | 1                              | 0                              | 7     | 0     |
| Sous-total            | Sous-total             | Sous-total            | 144         | 24          | -                     | -                     | -                              | 2                              | 0                              | 146   | 24    |
| 1976-1977             | Stade rennais FC       | Division 1            | 20          | 4           | 2                     | 0                     | -                              | -                              | -                              | 22    | 4     |
| Sous-total            | Sous-total             | Sous-total            | 20          | 4           | 2                     | 0                     | -                              | -                              | -                              | 22    | 4     |
| 1977-1978             | FC Sochaux-Montbéliard | Division 1            | 30          | 6           | -                     | -                     | -                              | -                              | -                              | 30    | 6     |
| 1978-1979             | FC Sochaux-Montbéliard | Division 1            | 15          | 0           | -                     | -                     | -                              | -                              | -                              | 15    | 0     |
| Sous-total            | Sous-total             | Sous-total            | 45          | 6           | -                     | -                     | -                              | -                              | -                              | 45    | 6     |
| 1982-1983             | Toulouse FC            | Division 1            | 22          | 3           | -                     | -                     | -                              | -                              | -                              | 22    | 3     |
| Sous-total            | Sous-total             | Sous-total            | 22          | 3           | -                     | -                     | -                              | -                              | -                              | 22    | 3     |
| Total sur la carrière | Total sur la carrière  | Total sur la carrière | 231         | 33          | 2                     | 0                     | -                              | 2                              | 0                              | 235   | 33    |

## Palmarès
Toulouse FC
- Championnat de deuxième division
  - Vainqueur en 1982